# Brackenridgea nitida
Brackenridgea nitida är en tvåhjärtbladig växtart. Brackenridgea nitida ingår i släktet Brackenridgea och familjen Ochnaceae.

## Underarter
Arten delas in i följande underarter:
- B. n. australiana
- B. n. nitida